# Muçulmanos (nacionalidade)
Os muçulmanos (em sérvio-croata latim e esloveno: Muslimani, em sérvio-croata cirílico e macedônio: Муслимани) é uma designação para os muçulmanos falantes de sérvio-croata, habitando principalmente o território da antiga república iugoslava. O termo, adotado em 1971, designa os muçulmanos falantes de sérvio-croata, agrupando assim várias comunidades eslavas do sul de tradição islâmica. Antes de 1993, a maioria dos bosníacos de hoje se identificavam como muçulmanos étnicos, juntamente com alguns grupos menores de etnia diferente, como Goranos e Torbeši. Essa designação não incluía os muçulmanos não-eslavos da Iugoslávia, como albaneses, turcos e romanis.
Após o fim da Iugoslávia, a maioria dos muçulmanos eslavos da Bósnia e Herzegovina adotou a designação étnica "bosníacos" em 1993 e hoje são reconhecidos constitucionalmente como um dos três povos constituintes da Bósnia e Herzegovina. 
Cerca de 100.000 pessoas na antiga Iugoslávia se consideram muçulmanos em um sentido étnico. Os muçulmanos étnicos são mais numerosos na Sérvia e são reconhecidos constitucionalmente como uma minoria étnica distinta em Montenegro.

## Contexto
As conquistas otomanas levaram muitos habitantes autóctones a se converterem ao Islã. Embora ideologias nacionalistas tenham surgido entre os eslavos do sul desde o século XIX, como na Primeira e Segunda Revolta Sérvia e no movimento Ilírio, a identificação nacional era um conceito estrangeiro para a população em geral, que se identificava principalmente por denominação e província. A emergência de estados-nação modernos obrigou o Império Otomano, etnicamente e religiosamente diverso, a se modernizar, o que resultou na adoção de várias reformas. A mais significativa delas foi o Édito de Gülhane de 1839 e o Édito de Reforma Imperial de 1856. Esses deram aos sujeitos não-muçulmanos do Império igualdade de status e fortaleceram seus millets e suas comunidades autônomas.
Havia uma forte rivalidade entre os nacionalismos dos eslavos do sul. Vuk Karadžić, então o principal representante do nacionalismo sérvio, considerava todos os falantes do dialeto Štokavian, independentemente da afiliação religiosa, como sérvios. Josip Juraj Strossmayer, o bispo católico croata e seu Partido Popular defendia a ideia da unidade eslava do sul, enquanto Ante Starčević e seu Partido dos Direitos buscavam restaurar o estado croata com base no chamado direito histórico, considerando os muçulmanos da Bósnia como croatas. Tanto na ideologia nacional croata quanto na sérvia, o território do vilarejo da Bósnia era de grande importância, pois ambos queriam incorporá-lo em seus futuros estados nacionais. Do ponto de vista deles, os muçulmanos da Bósnia eram croatas ou sérvios que se converteram ao islamismo. Em 1870, os muçulmanos da Bósnia compunham 42,5% da população do vilarejo da Bósnia , enquanto os ortodoxos eram 41,7% e os católicos 14,5%. O estado nacional que ganharia o território do vilarejo da Bósnia, portanto, dependeria de qual lado os muçulmanos da Bósnia favoreceriam, os croatas ou os sérvios.
Naquele tempo, na Bósnia e Herzegovina, a população não se identificava com categorias nacionais, exceto por alguns intelectuais das áreas urbanas que se diziam croatas ou sérvios. A população da Bósnia e Herzegovina se identificava principalmente por religião, usando os termos turco (para os muçulmanos), hrišćani (cristãos) ou gregos (para os ortodoxos) e "kršćani" ou latinos (para os católicos). Além disso, o vilarejo de Bosna resistiu especialmente às reformas, que culminaram com a rebelião de Husein Gradaščević e seus ayans em 1831. As reformas foram introduzidas na Bósnia e Herzegovina somente depois que Omer Pasha Latas retornou a província à autoridade do sultão em 1850. As reformas marcaram a perda da influência dos ulama (clero educado), a sharia não mais era usada fora dos assuntos familiares e um sistema de educação pública foi introduzido, além da educação religiosa. As reformas marcaram o início do jornalismo e a criação de instituições políticas modernas e, finalmente, a criação de uma assembleia provincial em 1865, na qual também sentavam não-muçulmanos.
A revolta dos ayanos da Bósnia e a tentativa de formular uma identidade provincial nos anos 1860 são frequentemente retratadas como os primeiros sinais de uma identidade nacional bósnia. No entanto, a identidade nacional bósnia além das fronteiras confessionais era rara e a forte identidade bósnia de indivíduos ayanos ou franciscanos expressa naquela época era uma reflexão de afiliação regional, com forte aspecto religioso. Os cristãos se identificavam mais com a nação croata ou sérvia. Para os muçulmanos, a identidade estava mais relacionada à defesa de privilégios locais, mas isso não pôs em questão a lealdade ao Império Otomano. O uso do termo "bosniak" naquela época não tinha um significado nacional, mas sim regional. Quando a Áustria-Hungria ocupou a Bósnia e Herzegovina em 1878, a identificação nacional ainda era um conceito estrangeiro para os muçulmanos bósnios.

## História

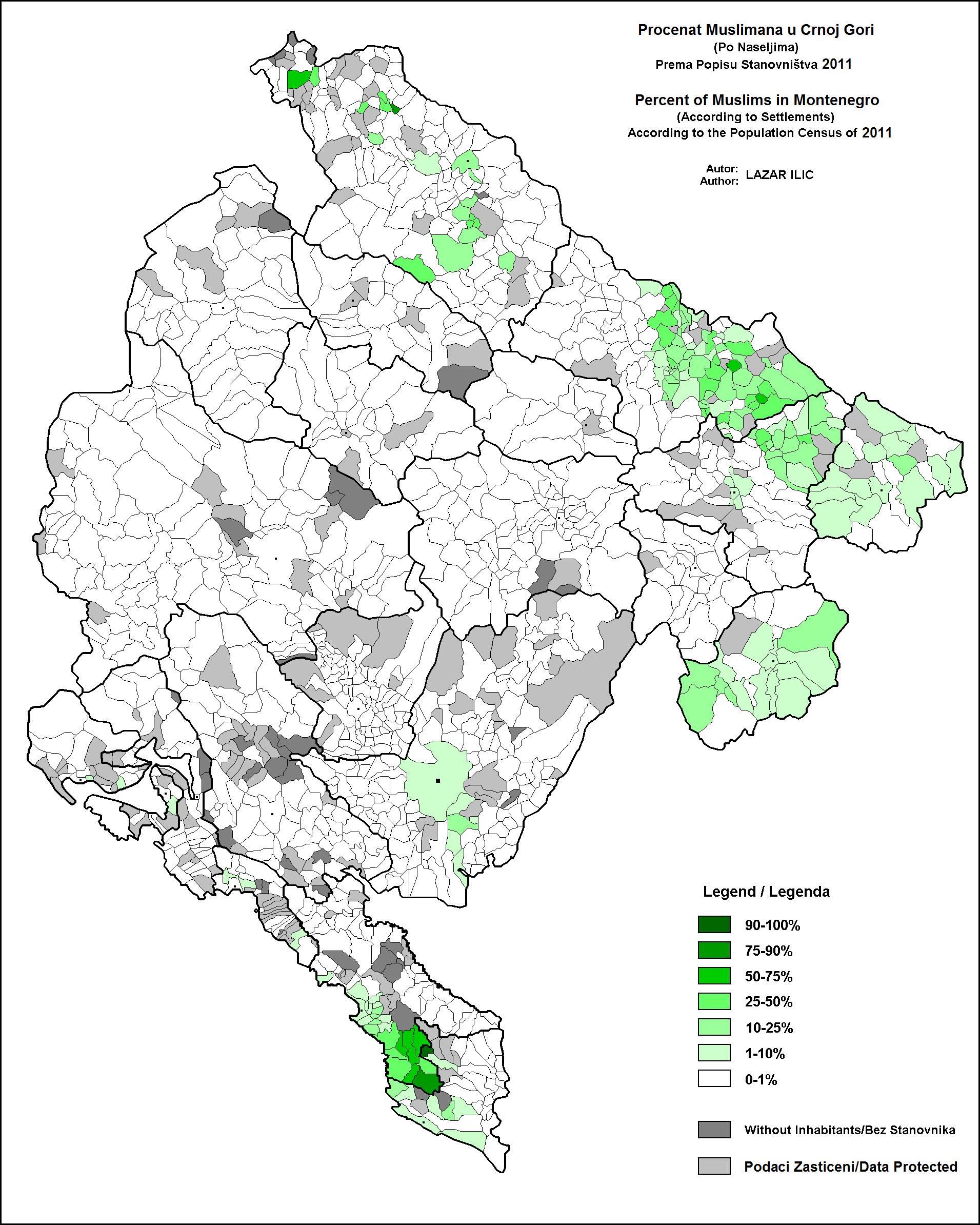
Muçulmanos étnicos no Montenegro, de acordo com o último censo (2011)

Após a Segunda Guerra Mundial, na Federação Socialista da Iugoslávia, os muçulmanos bosníacos continuaram a ser tratados como um grupo religioso, em vez de um grupo étnico. Aleksandar Ranković e outros membros comunistas sérvios se opuseram à reconhecimento da nacionalidade bosníaca. Membros muçulmanos do partido comunista continuaram em seus esforços para convencer Tito a apoiar sua posição para o reconhecimento. No entanto, em um debate que ocorreu durante a década de 1960, muitos intelectuais comunistas bosníacos argumentaram que os muçulmanos da Bósnia e Herzegovina são, na verdade, um povo eslavo nativo distinto que deve ser reconhecido como uma nação. Em 1964, o Quarto Congresso da filial bosníaca da Liga dos Comunistas da Iugoslávia assegurou aos seus membros bosníacos muçulmanos o direito à autodeterminação, o que levou ao reconhecimento dos muçulmanos bosníacos como uma nação distinta em uma reunião do Comitê Central da Bósnia em 1968, no entanto, não sob o nome de bosniak ou bosníacos, como optado pelo liderado comunista bosníaco muçulmano. Como um compromisso, a Constituição da Iugoslávia foi alterada para incluir "muçulmanos" em um sentido nacional, reconhecendo uma nação constituinte, mas não o nome bosníaco. O uso de muçulmano como denominador étnico foi criticado desde cedo, especialmente em razão dos motivos e raciocínio, bem como da desconsideração desse aspecto da nação bosniaca. Após a queda de Ranković, Tito também mudou sua opinião e afirmou que o reconhecimento dos muçulmanos e sua identidade nacional deve ocorrer. Em 1968, a mudança foi protestada na Sérvia e por nacionalistas sérvios como Dobrica Ćosić. A mudança foi oposta pela filial macedônica do Partido Comunista Iugoslavo.Eles viam os muçulmanos falantes de macedônio como macedônios e estavam preocupados que o reconhecimento estatal dos muçulmanos como uma nação distinta pudesse ameaçar o equilíbrio demográfico da república da Macedônia.
Às vezes, outros termos, como "muçulmano" com "M" maiúsculo, eram usados, ou seja, "muçulmano" era um praticante do Islã enquanto "Muçulmano" era um membro dessa nação (o sérvio-croata usa letras maiúsculas para os nomes dos povos e minúsculas para os nomes dos adeptos). A lei eleitoral da Bósnia e Herzegovina, assim como a Constituição da Bósnia e Herzegovina, reconhecem os resultados do censo populacional de 1991 como resultados referentes aos bósnios.

## População
Na Sérvia, de acordo com o censo de 2011, havia 22.301 muçulmanos por nacionalidade, 145.278 bosníacos e alguns muçulmanos sérvios (sérvios étnicos que são muçulmanos (adeptos do Islã) por sua afiliação religiosa).
Em Montenegro, no censo de 2011, 20.537 (3,3%) da população se declarou muçulmana por nacionalidade; enquanto 53.605 (8,6%) se declarou bosníaca; e 175 (0,03%) muçulmanos por confissão se declarou como muçulmanos montenegrinos. Muçulmanos e bosníacos são considerados como dois grupos étnicos distintos, e ambos possuem seus próprios Conselhos Nacionais. Além disso, muitos muçulmanos se consideram montenegrinos de fé islâmica. O Conselho Nacional de Muçulmanos de Montenegro afirma que sua língua materna é o montenegrino.
No censo de 2002 na Eslovênia, 21.542 pessoas se identificaram como bosníacos (dentre eles 19.923 muçulmanos bosníacos); 8.062 como bosnienses (dentre eles 5.724 muçulmanos bosnienses), 2.804 eram muçulmanos eslovenos, enquanto 9.328 escolheram muçulmanos por nacionalidade.
Na Macedônia do Norte, o censo de 2021 registrou 16.042 (0,87%) bosníacos e 1.187 (0,13%) muçulmanos por etnia. Também há 455 identificados como muçulmanos macedônios, separados dos 4.178 torbeši, um grupo minoritário religioso dentro da comunidade de macedônios étnicos que são muçulmanos por afiliação religiosa. É importante notar que a maioria dos torbeši foi declarada como muçulmanos por nacionalidade antes de 1990.
Na Croácia, de acordo com o censo de 2011, havia 6.704 muçulmanos por nacionalidade, 27.959 muçulmanos bosniacos, 9.594 muçulmanos albaneses, 9.647 muçulmanos croatas e 5.039 muçulmanos ciganos. Os bosníacos da Croácia são a maior minoria que pratica o islã na Croácia.